# ميسوني
ميسوني هو أحد بيوت الموضة الإيطالية ومقره في فاريزي. تشتهر بملابسها الفريدة المصنوعة من مجموعة متنوعة من الأقمشة الملونة في أنماط. أسس الشركة أوتافيو ("تاي") وروزيتا ميسوني في عام 1953.

## تاريخها
- في عام 1953، أنشأ الزوجان أوتافيو ميسوني وروزيتا ميسوني ورشة لصنع الملابس في غالاراتي وهي مدينة ليست ببعيدة عن القرية الريفية التي نشأت بها روزيتا ميسوني.[4]
- تم الإعلان عن أول مجموعة ملابس تحمل اسم ميسوني عام 1958، وتم الترويج لها في مجلة الموضة (أرينا) بمساعدة آنا بياغي (محررة في المجلة).[4]
- تعرفت روزيتا على المصممة الفرنسية الشهيرة (إمانويل خان) في مدينة نيويورك عام 1965، والتي أشرفت على إصدار المجموعة الجديدة لعام 1966.[4]
- وفي أبريل 1967، تم دعوتهم لحضور عرض أزياء (قصر بيتي) في فلورنسا، كانت روزيتا تبحث عن البساطة والأناقة في أعمالها.[4]
- لم تستقبل ورشة ميسوني دعوة للعرض العام الذي يليه، ومع ذلك استمرت أعمالها في الازدهار.[4]
- في عام 1969، قامت ببناء شركة جديدة في سوميراغو، وساعدت المحررة الأمريكية (ديانا فريلاند) في الترويج لها في مجلة (فوغ).[4]
- ثم قامت ميسوني بفتح متجر لها في بلومينغديلز (سلسلة متاجر فاخرة بالولايات المتحدة الأمريكية).[4]
- في عام 1970، أصبح لميسوني تأثير كبير في عالم الموضة، وبعد ذلك أبدت ميسوني اهتمامها بمشاريع أخري كأزياء مسرح (لا سكالا)، المراتب والمفروشات.[4]
- فقدت روزيتا ميسوني شغفها بالموضة عام 1990، وتولت ابنتها (أنجيلا ميسوني) زمام الأمور من بعدها.[4]
- اتجهت (أنجيلا ميسوني) لبيع الملابس عن طريق الانترنت من خلال موقع (إيباي) الإلكتروني.[4]
- في فبراير 2014، تعاقدت أنجيلا كمستشارة لروسيلا جارديني (مصمم أزياء إيطالي والرئيس التنفيذي السابق لدار الأزياء موسكينو).[4]

## العلامات التجارية التي تحمل اسم ميسوني

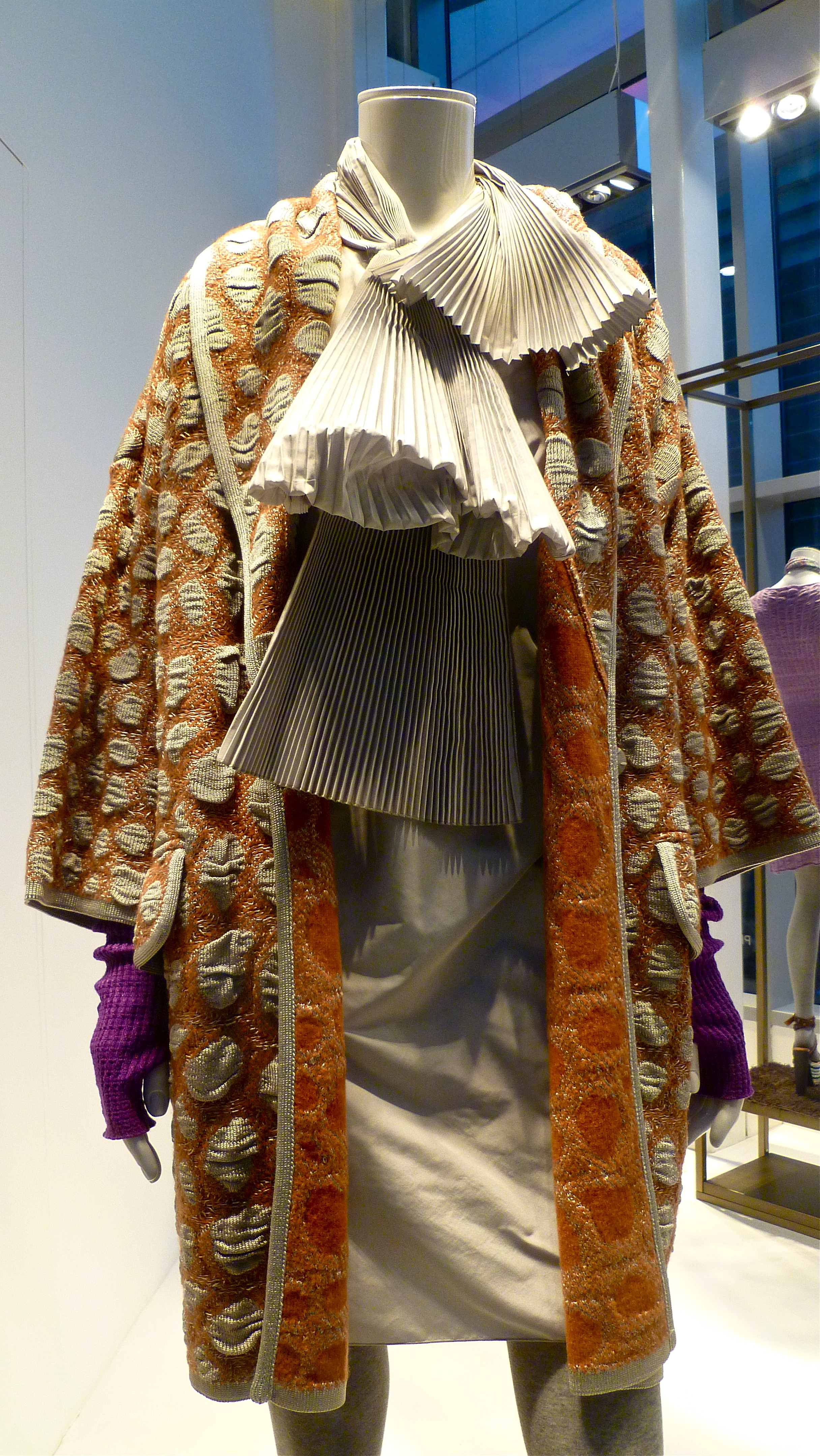
معطف وفستان من ضمن مجموعة ميسوني (شتاء 2010)

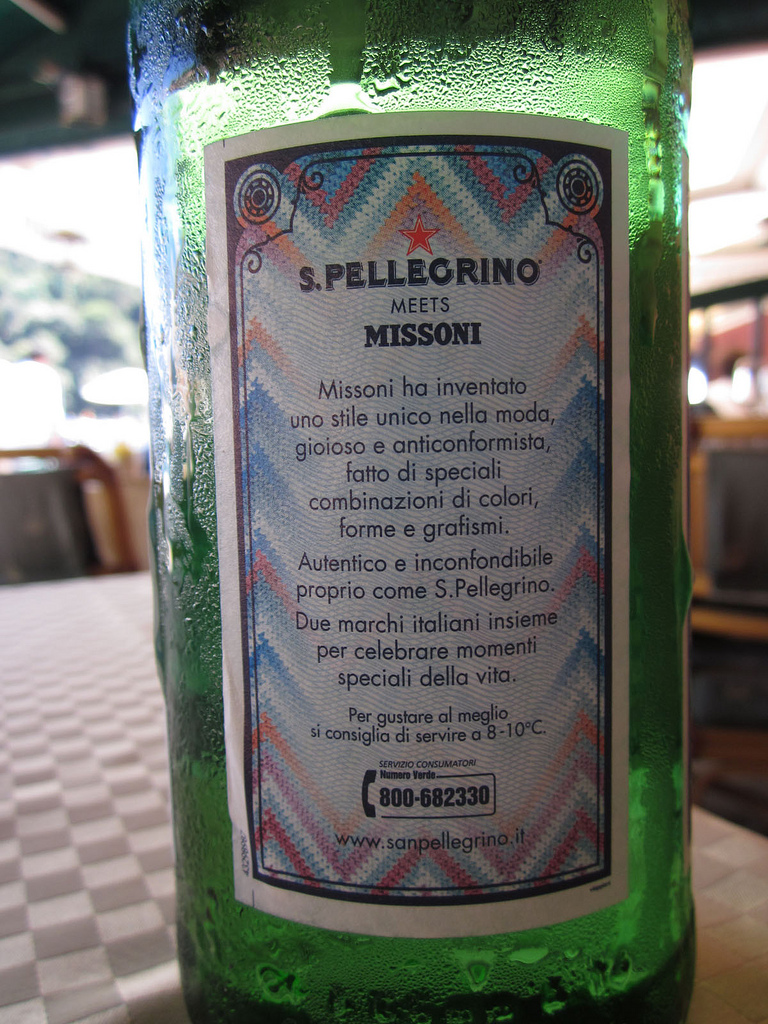
زجاجة مياه معدنية تحمل اسم ميسوني

### ميسوني للرياضة
في بادئ الأمر حصلت على ترخيص للعمل بالتجارة والتصدير، ثم توقفت في يناير 2002.

### إم ميسوني
هي علامة تجارية ذات أسعار منخفضة تم إصدارها عام 1998، تم صنعها وتوزيعها بواسطة مجموعة مارزوتو.

### الأقمشة
دخلت في صناعة الأقمشة الخاصة بتنجيد وتزين أثاث المنازل عام 1981.

### العطور
أعلنت عن أول عطر لها عام 1982، ولكن منحت ترخيصه إلى شركة (إستى لورد).

### الفنادق
```
في 
نوفمبر
 عام 
2005
، تعاقدت ميسوني مع مجموعة فنادق 
راديسون
 لانشاء سلسلة من الفنادق التي تحمل اسم ميسوني، وتم التخطيط لانشاء 30 
فندق
 حتى عام 
2012
، ويقع المقر الرئيسي لفنادق ميسوني في 
أدنبرة
 والذي يستضيف مهرجان 
أدنبرة
 المشهور، أنتهي التعاقد عام 
2014
.
```

## شركة عائلية

### الجيل الثاني
في عام 1996، انتقلت رئاسة الشركة للجيل الثاني من عائلة ميسوني:

#### فيتوريو ميسوني
الأبن الأكبر لروزيتا ميسوني ولد عام 1954، وتولي رئاسة فسم التسويق وتصميم للملابس الرجالية.

#### أنجيلا ميسوني[6]
الأبنة الصغري لروزيتا ميسنوي ولدت عام 1958 وتولت تصميم الملابس النسائية.
في عام 2008 تم إعادة توزيع الأدوار بالشركة:
فتولت أنجيلا إدارة العلامتين التجاريتين للملابس (الرجالية والنسائية).

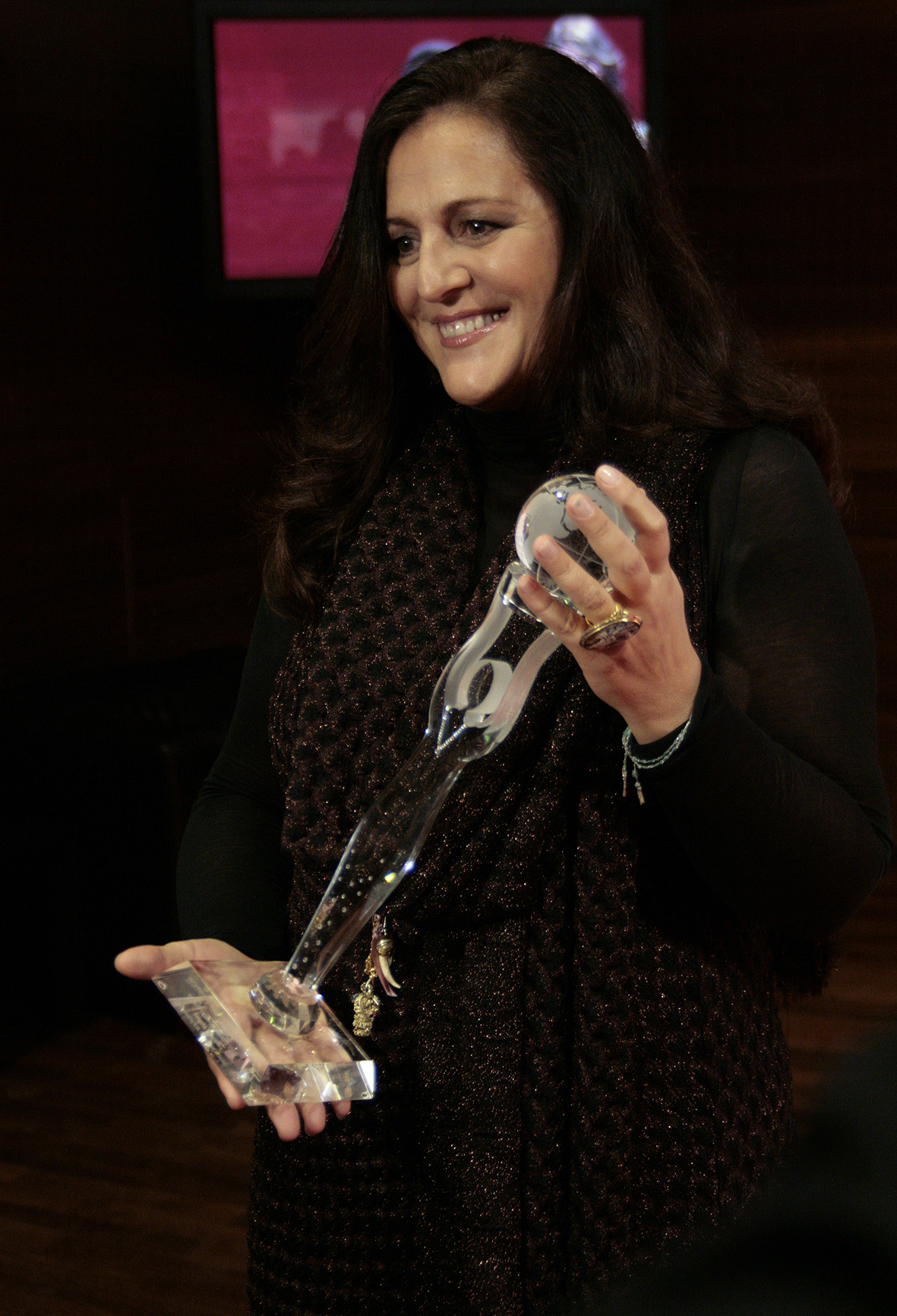
أنجيلا ميسوني (حصلت على جائزة عالم المرأة 2009)

#### لوكا ميسوني
الابن الأوسط لروزيتا ميسوني ولد عام 1956، وتولي الأعمال الأرشيفية.

### الجيل الثالث لشركات ميسوني

#### مارجريتا ميسوني
مصممة لإكسسوارات وأزياء ميسوني.

## حادثة اختفاء فيتوريو ميسوني[8]
في 4 يناير 2013، الطائرة التي كانت تقل فيتوريو ميسوني ضلت طريقها على ساحل فنزويلا ووقعت في البحر، ومات في الحادث ستة أشخاص وهم:
- فيتوريو ميسوني وزوجته موريزيا كاستيجليوني.
- شريكان في دار الأزياء.
- عضوان من طاقم الطائرة.

وفي 27 يوليو 2013، أعلنت السلطات الفنزويلية العثور على أشلاء الضحايا في شمال أرخبيل لوس روكيس.